# Back on the Streets
Back on the Streets er et musikalbum fra 1979 af soul/funk-bandet Tower of Power. Albummet indeholder 9 numre.